# Бархударов, Степан Григорьевич
Степа́н Григо́рьевич Бархуда́ров (23 февраля [7 марта] 1894, Баку, Российская империя — 3 октября 1983, Москва, СССР) — советский лингвист, специалист по грамматике и лексике русского языка, профессор (1932), член-корреспондент АН СССР (1946), редактор многотомного «Словаря современного русского литературного языка».

## Биография
Родился в армянской семье. В 1918 году окончил факультет славянской филологии Петроградского университета. По представлению академика А. А. Шахматова был оставлен на кафедре русского языка для подготовки к научно-исследовательской работе. В 1918—1922 годах преподавал русский язык в школах Пятигорска, Баку, Петрограда.
С 1926 года доцент, а с 1932 года профессор кафедры русского языка Ленинградского государственного университета. В 1939—1940 годах — декан филологического факультета ЛГУ.
В 1950—1953 годах заведовал кафедрой русского языка Ленинградского педагогического института им. М. Н. Покровского.

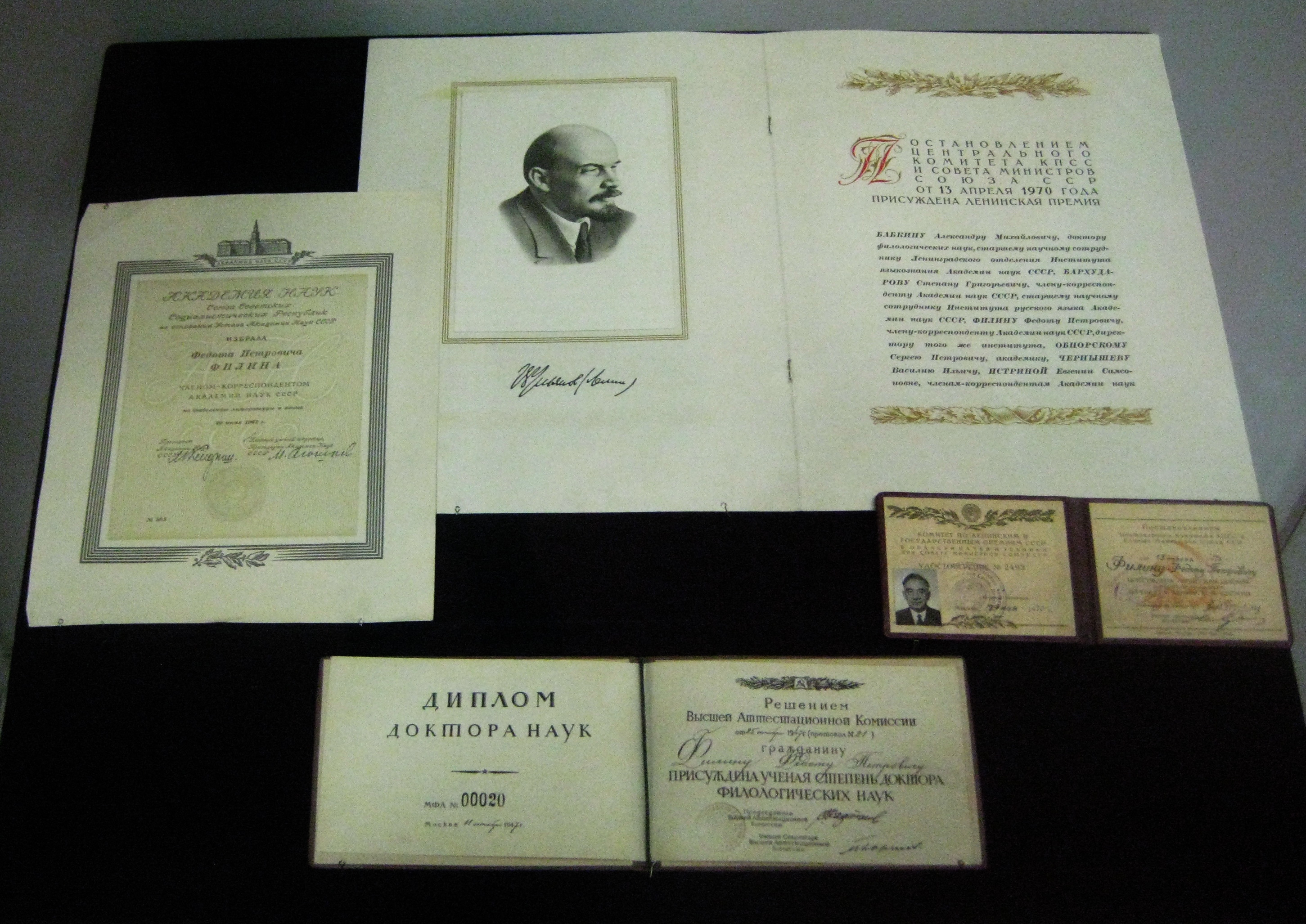
Постановление о присуждении Ленинской премии (1970) в экспозиции Музея Москвы

В 1960—1970-е годы заведовал словарным сектором Института русского языка АН СССР. Был председателем редколлегии 2, 3 и 4 томов и членом редколлегии всех других томов академического «Словаря современного русского литературного языка». В 1970 году С. Г. Бархударову, наряду с другими редакторами, была присуждена Ленинская премия.
Инициатор создания четырёхтомного академического словаря русского языка, был председателем редколлегии первого тома этого словаря. В 1975—1979 годах возглавлял подготовку четырёхтомного «Словаря древнерусского языка». Был председателем Научного совета по лексикологии и лексикографии при Отделении литературы и языка АН СССР.
Старший сын Леонид (1923—1985) — также является известным специалистом по русскому и английскому языку и литературе, а также теории перевода, автором ряда учебников и публикаций. Младший сын Алексей (1927—2001) — востоковед.

## Награды и премии
- орден Ленина (15.03.1974)
- 2 ордена Трудового Красного Знамени (10.06.1945; 11.03.1964)
- медали
- Ленинская премия (1970)